# Torre irlandesa

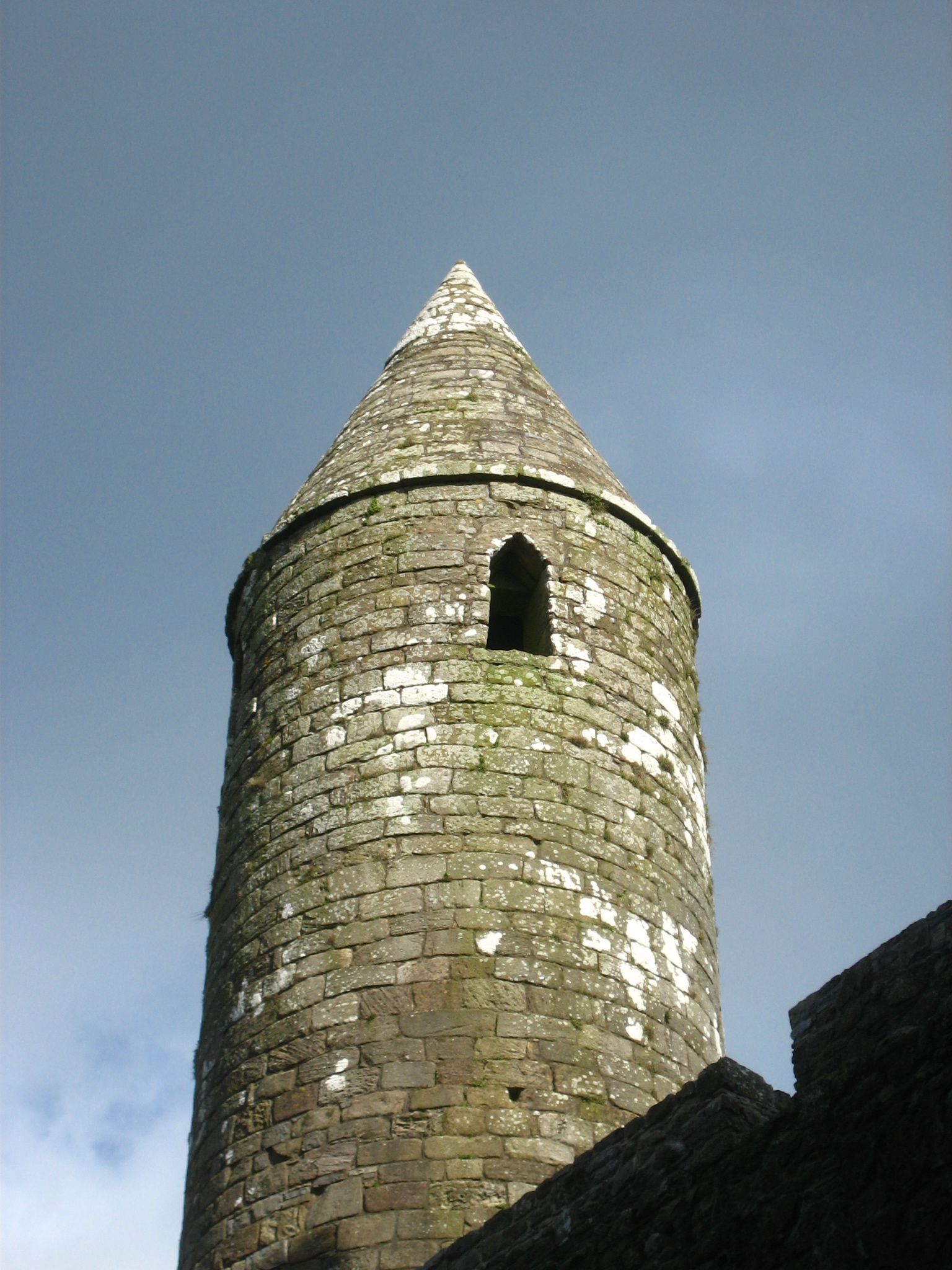

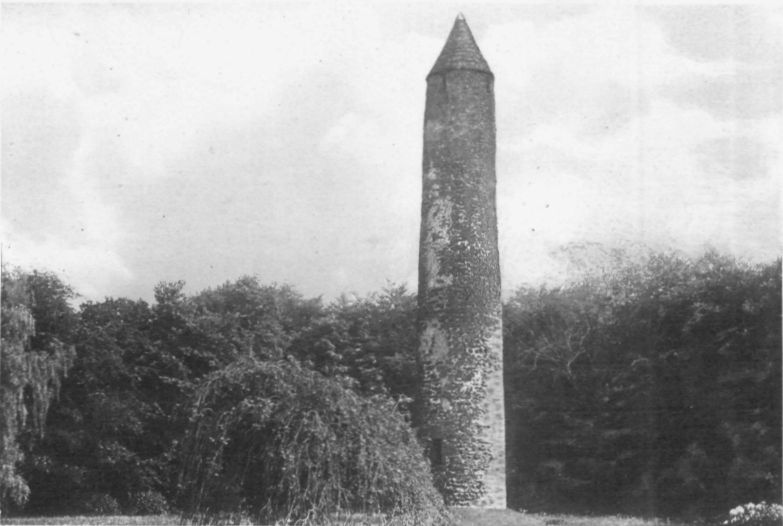
Torre redonda en Antrim, Irlanda del Norte.

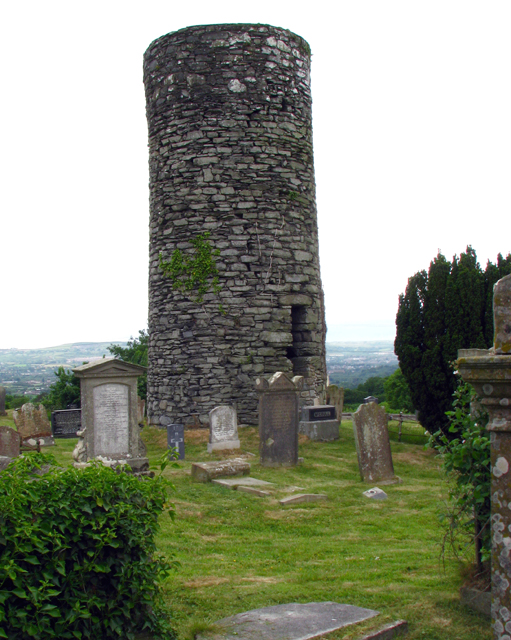
Torre de Drumbo, Irlanda del Norte.

Las torres redondas irlandesas son torres medievales de un tipo de piedra encontrada principalmente en Irlanda y en Escocia. Aunque no existe cierto acuerdo sobre su propósito, se cree que principalmente fueron torres campanario, lugares de refugio o una mezcla de ambos.
Generalmente se encuentran en la vecindad de una iglesia o monasterio, con la puerta de la torre mirando hacia el umbral de la iglesia, lo que ha permitido determinar sin excavaciones el lugar donde antaño se encontraban iglesias que habían desaparecido, pero cuya torre seguía en pie.

## Construcción y distribución
Las torres alcanzan una altura de 18 a 40 metros (60 a 130 pies), siendo las más altas de Irlanda las que se encuentran en el conjunto monástico de Kilmacduagh. La mampostería usada en sus construcciones difiere según la fecha, ya que mientras los ejemplos más tempranos son escombros sin tallar, los más tardíos son trabajos con piedras cuidadosamente unidas. La porción más baja que tienen es albañilería sólida con una sola puerta alzada de 1,80 a 6 m (6 a 20 pies) por encima del suelo, a menudo accesible solamente por una escalera. En su interior suele haber unos dos o más pisos, generalmente de madera, con escaleras entre ellos. Las ventanas, que están en la parte más alta, están hechas a base de rajas en la piedra. El terrado es de piedra generalmente de forma cónica, aunque algunas de las torres ahora están coronadas por un posterior círculo de fortificación.
La única torre redonda que tiene una base hexagonal está en Kinneigh, cerca de Enniskeane, Cork, y fue construida en 1014.
Una de las más afamadas torres se encuentra en la isla de Devenish, en el lago Erne, condado de Fermanagh, en Irlanda del Norte. La única torre circular en Irlanda que todavía conserva su terrado original se halla en Clondalkin. El mejor ejemplo de este tipo de torres en Escocia está en Brechin, en las tierras de la catedral. Asimismo existe una torre redonda en la ciudad estadounidense de Milford (Massachusetts), en el «Cementerio de Santa María», cuya construcción, hecha de granito y única en ese país, se llevó a cabo a finales del siglo XIX como monumento conmemorativo a los miles de inmigrantes irlandeses que yacen en el mismo lugar.

## Propósito
El verdadero propósito de las torres continúa siendo un misterio. Una teoría popular cuenta que fueron originalmente construidas como refugio ante invasores vikingos. Si el vigía apostado en la torre avistaba una fuerza vikinga, la población local (o al menos el clérigo) entraba por una escalera que se podía levantar desde dentro. Las torres habrían servido para almacenar reliquias religiosas y otros ponderables.
El problema que presenta esta teoría es que la distancia desde el suelo hasta el alzado umbral es algo mayor que la del primer piso hasta el segundo y así, los escalones rígidos hubieran sido demasiado grandes para la puerta. Las excavaciones en los años 1990 revelaron zócalos que confirman que se construyeron escalones de madera. Sin embargo, no puede descartarse que se utilizasen escaleras antes de la construcción de ese tipo de escalones. 
Un importante uso de las históricas torres era actuar como campanario de una iglesia. La palabra irlandesa para tales torres, (cloictheach), indica esto, según lo observado por George Petrie en 1845.